# Epioblasma metastriata
Epioblasma metastriata är en musselart som först beskrevs av Conrad 1838.  Epioblasma metastriata ingår i släktet Epioblasma och familjen målarmusslor. IUCN kategoriserar arten globalt som akut hotad. Inga underarter finns listade i Catalogue of Life.